# O Pino
O Pino és un municipi de la província de la Corunya a Galícia. Pertany a la Comarca d'Arzúa.

## Demografia
| 6.232 | 6.832 | 7.768 | 6.027 | 4.940 |
| Fonts: INE i IGE (Els criteris de registre censal variaren i les dades de l'INE i de l'IGE poden no coincidir.) |       |       |       |       |

## Parròquies
Arca (Santaia) | Budiño (Santa María) | Castrofeito (Santa María) | Cebreiro (San Xiao) | Cerceda (San Miguel) | Ferreiros (San Breixo) | Gonzar (Santa María) | Lardeiros (San Xiao) | Medín (Santo Estevo) | Pastor (San Lourenzo) | Pereira (San Miguel) | O Pino (San Vicenzo) | San Mamede de Ferreiros (San Mamede)

## Transport
Part de l'aeroport de Santiago de Compostela se situa en aquest municipi. A més a més, el municipi es travessat per 2 importants vies de comunicació: la N-634 (Santiago-Oviedo) i la N-547 (Santiago-Lugo)